# Reinhard Uhle
Friedrich Reinhard Uhle (* 13. Mai 1890 in Leipzig; † 1973) war ein deutscher Jurist und Politiker (DDP/DStP/LDP). Er war Vizepräsident der Landesverwaltung Sachsen für Justiz und Gesundheit sowie sächsischer Minister für Land- und Forstwirtschaft und flüchtete 1950 in die Bundesrepublik Deutschland.

## Leben
Uhle besuchte das Gymnasium. Von 1909 bis 1912 studierte er Rechts-, Staats- und Volkswirtschaftswissenschaften an der Universität Leipzig. Er trat in den sächsischen Justizdienst und war an Amtsgerichten und am Landgericht Leipzig tätig. Von 1916 bis 1919 leitete er das Kreiswirtschaftsamt in Pillkallen (Ostpreußen). 1920 trat er in den sächsischen Staatsdienst und war in den Amtshauptmannschaften Zwickau, Oelsnitz und Leipzig tätig. 1922 promovierte er an der Universität Leipzig zum Dr. phil. 1923 wurde er zum Regierungsrat ernannt. Von 1928 bis 1931 war er im sächsischen Innenministerium sowie im Arbeits- und Wohlfahrtsministerium beschäftigt. 1932 wurde er zum Oberregierungsrat ernannt. Ab 1934 war er im sächsischen Wirtschaftsministerium, ab 1936 im Ministerium für Wirtschaft und Arbeit und schließlich von Februar 1944 bis Mai 1945 am Oberbergamt Freiberg tätig.
1924 trat Uhle der Deutschen Demokratischen Partei (DDP) bei, von 1930 bis 1933 war er Mitglied der Deutschen Staatspartei (DStP). Zuletzt war er Mitglied des Landesvorstandes. 
Nach dem Krieg war Uhle 1945 Mitbegründer der Liberal-Demokratischen Partei (LDP) in Sachsen. Von Oktober 1945 bis November 1946 war er Mitglied des geschäftsführenden Vorstandes des Landesverbandes Sachsen der LDP, anschließend Beisitzer und ab Oktober 1947 Mitglied des Landesvorstandes der LDP. Ab Februar 1949 war Uhle auch Mitglied des geschäftsführenden Zentralvorstandes der LDP.
Ab Juli 1945 war Uhle Vizepräsident der Landesverwaltung Sachsen für Justiz und ab September 1945 zusätzlich auch für Gesundheit. Von Dezember 1946 bis März 1950 war er Minister für Land- und Forstwirtschaft in der Landesregierung Sachsen (siehe Kabinett Friedrichs II und Kabinett Seydewitz I). Von 1946 bis 1950 gehörte er als Abgeordneter dem Sächsischen Landtag an. Ab Oktober 1949 war er auch Mitglied der Provisorischen Länderkammer der DDR. 1948/49 war er Mitglied des Plenums der Deutschen Wirtschaftskommission. 
Nach einer SED-Kampagne gegen ihn flüchtete Uhle im März 1950 in die Bundesrepublik Deutschland. Hier war er juristischer Sachbearbeiter beim Amt für Vermögenskontrolle und Wiedergutmachung in Frankfurt am Main.

## Schriften (Auswahl)
- Der landwirtschaftliche Klein- und Großbetrieb während der Kriegswirtschaft, dargestellt an den Leistungen der landwirtschaftlichen Klein- und Großbetriebe eines ostpreußischen Landkreises während der Kriegswirtschaftsjahre 1917/18 und 1918/19. Universität Leipzig, Philologische Fakultät, Dissertation 1922.